# بورتريه أرنولفيني
بورتريه أرنولفيني هي لوحة زيتية على لوح من السنديان، رسمها الفنان الهولندي جان فان إيك في عام 1434. تعد اللوحة صغيره بطولها الكامل من البورتريه المزدوج والتي يعتقد أنها تمثل التاجر الإيطالي جيوفاني دي نيكولا أرنولفيني وربما زوجته أيضا في منزلهم في مدينة فليميش التابعة لبروج. حيث تعتبر أكثر اللوحات الأصلية تعقيداً في الفن الغربي بسبب الأيقنة والرسم المنظوري الهندسي المتعامد الفذ، وكذلك استخدام المرآة لإظهار انعكاس المساحة، وكما اعتبر مؤرخوا الفن هذه البورتريه فريدة بحيث كونها توثيقاً لعقد زواج على هيئة لوحة فنية.. وفقاً لمؤرخ الفن إرنست غومبريتش: «بطريقة رسمها الخاصة كانت بغرابة وثورية أعمال دوناتيلو ومزاتشو في إيطاليا، زاوية بسيطة من العالم العالم الواقعي جُعلت فجأة على لوحة كما لو كانت بفعل سحر... ولأول مرة في التاريخ يصبح الفنان شاهد عيان جيد بكل ما تعنيه الكلمة». وقع فان إيك لوحته وأرخها في عام 1434وكذلك رافدة الحمل الروحاني التي قد رسمها هو وأخوه هوبرت والتي تعد أقدم لوحة فنية مشهورة نُفِّذت بالألوان الزيتية عوضاً عن التمبرا، وقد بِيعت اللوحة على المتحف الوطني في لندن في عام 1842.

## أبعاد اللوحة
الأبعاد هي: 82.2 سنتيمتر × 60 سنتيمتر (32.4 بوصة × 23.6 بوصة);
اللوح: 84.5 سنتيمتر × 62.5 سنتيمتر (33.3 بوصة × 24.6 بوصة)
استخدم فان إيك أسلوب وضع طبقات رقيقة من الجليز الشفاف لتصوير لوحة بحدة في كلاَّ من اللون والدرجة. حيث تساعد الألوان المتوهجة في تسليط الضوء على واقعية اللوحة فتُظهِر بذلك الثراء الملموس والترف في عالم أرنولفيني. استغل فان إيك المدة الطويلة لجفاف الألوان الزيتية –مقارنة بالتمبرا- في مزج الألوان بطريقة الرسم بلون سائل على لوحة رطبة لم تجف ألوانها بعد وذلك لتحقيق اختلافات دقيقة في الضوء والظل لزيادة التمويه في الأشكال ثلاثية الأبعاد. كما سمحت آداة الرسم الزيتي لفان إيك تصوير شكل السطح وتمييز البنية على وجه التحديد. وكما جسد تأثيرات الضوء المستقيم والضوء المنتشر عن طريق إظهار ضوء من النافذة على اليسار التي تعكسها مختلف السطوح. فقد قيل أنه استخدم عدسة مكبرة من أجل رسم التفاصيل الدقيقة كالتركيز الفردي على كل حبة من خرزات الكهرمان المعلقة بجانب المرآة.
كان الأسلوب الخداعي في هذه اللوحة ملحوظاً في حينه، ولا سيما في استخدام الضوء لإبعاث مساحة في الداخل، «تصوير الغرفة المقنع تماماً فضلاً عن الناس الذين يقطنونها».أياً كان هو المعنى المعطى لهذا المشهد وتفاصيله، فقد كان هناك الكثير من الجدال حول ذلك، وفقاً لمؤرخ الفن كريغ هاربيسون: «تعد بورتريه أرنولفيني اللوحة الشمالية الوحيدة التي بقيت من القرن الخامس عشر، حيث أظهر معاصروا الفنان في ذلك الحين انجذابهم لهذا النوع من الأعمال في الديكور المعاصر. وإنه لمن المغري حقاً أن نطلق على هذا النوع الأول من الرسم –لوحة من الحياة اليومية- في العصور الحديثة».

## الوصف
بشكل عام، تعد اللوحة في حالة جيدة جداً وإن كان هناك خسائر قليلة من الطلاء الأصلي للوحة إلا أنه تم ترميمها في الغالب. وكما أوضح المسح الانعكاسي باستعمال الأشعة التحت حمراء الذي جرى على اللوحة تعديلات بسيطة أو طبقة لرسم سابق على نفس اللوحة: لكلا الوجهين والمرآة وعناصر أخرى. حيث يظهر الزوجين في غرفة في الطابق العلوي بها صندوق وسرير في بداية موسم الصيف كما هو موضح من ثمار شجرة الكرز خارج النافذة. وتعد الغرفة في الغالب بمثابة غرفة إستقبال، كما كان دارجاً في فرنسا وبورغونيا حيث تستخدم الأسرِّة في غرف الإستقبال للجلوس، بإستثناء –على سبيل المثال- إستقبال الأم زوار عند وضعها مولوداً جديداً. وكما يوجد بالنافذة ستة مصاريع داخلية مصنوعة من الخشب، لكن فقط العلوية منها بها زجاج بشكل دوائر متمركزة للداخل ملونه بالأزرق والأحمر والأخضر.
أما ملابس كلا الشخصيتين فيبدو عليها الثراء، فثيابهم الخارجية -رداؤه وفستانها- مقلمة بخطوط من الفرو على رغم حرارة الموسم. أما ما يرتديه الرجل من الفرو فهو خصيصاً من فرو حيوان السمّور الغالي، بينما ترتدي المرأة فرو حيوان القاقم. أما القبعة التي يرتديها أرنولفيني فهي من القش المظفر المصبوغ بالأسود، والتي غالباً ما كانت تُرتَدى في صيف تلك الأيام. كان لون رداء أرنولفيني أرجوانياً أكثر مما يبدو الآن (بسبب تلاشي الأصباغ مع مرور الوقت)، ولربما كان القصد أن يظهر القماش مخملاً حريرياً (وهو قماش باهض جداً في الثمن). ويرتدي بالأسفل صدرة من القماش المنقوش والذي غالباً ما يكون من الحرير الدمسقي. أما فستانها فكان مزين بكشكشة (قماش طويل مطوي ومخيط بالرداء بطريقة منسدلة بغرض التزيين) والتي خيطت على طول الأكمام. وحتى فستانها الداخلي كان مخططاً بالفرو الأبيض.
وعلى الرغم من أن العقد الذهبي البسيط الذي ترتديه المرأة والخاتمين الذي يرتديانه كل منهما هو فقط كل ما يظهر من المجوهرات، إلا أن أزياءهما كانت باهضة كثيراً وكان المشاهد المعاصر آن ذاك يقدر ذلك. قد يكون هناك عنصر من الضبط في ملابسهما (ولا سيما الرجل) لملائمة وضعه كتاجر -كانت لوح الأرستقراطيون تميل إلى إظهار سلاسل الذهب والأقمشة المزينة بكثرة، «وعلى الرغم من أن ألوان ملابس الرجل محدودة إلا أنها توافق الألوان المفضلة لدوق بورغونيا (دوق فيليبس)»..
وكما يعد ديكور الغرفة أحد الدلائل على الثراء، فالثريا النحاسية كبيرة ومفصلة وفقاً للمعايير المعاصرة، وقد تكون باهضة جداً في الثمن. ومن المحتمل أن يكون للثريا آلية الرفع ببكرة وسلاسل في الأعلى لإنزالها والتحكم في الشموع (ولربما قد تكون حذفت من اللوحة لعدم كفاية الغرفة). أما المرآة المحدبة في الخلف ذات الإطار الخشبي بمشاهد من فترة آلام المسيح المرسومة خلف زجاج، والتي تبدو أكبر من أية مرآة قد صنعت آن ذاك –وهذا يعد تحولاً حكيماً من فان إيك عن المدرسة الواقعية. لا توجد أيضاً أية علامة على وجود مدفأة (بما في ذلك بانعكاس المرآة)، ولا يوجد حتى أي مكان لوضع واحدة. حتى البرتقال الذي وُضِع عرضاً على اليسار، يعد علامة على الثراء; حيث كان البرتقال باهض في بورغونيا، ولربما كان أحد العناصر التي تعامل معها أرنولفيني. وهناك دلائل أخرى على الفخامة أيضاً مثل ستائر السرير الطويلة والمنحوتات على الكرسي والمقعد المقابل للجدار الخلفي (الذي يقع على اليمين، مخفي جزئياً خلف السرير)، وأيضاً السجادة الشرقية الصغيرة على الأرض قرب السرير; حيث يضع ملاك هذا النوع من الحوائج الباهضة على الطاولات كما يفعلونها حتى الآن في هولندا..
يظهر الانعكاس في المرآة شخصين داخل الغرفة يواجهان الزوجين. يرتدي الشخص الثاني أحمر، ومن المفترض أن يكون هو الرسام، فعلى عكس دييغو فيلاثكيت في رسمته لاس مينيناس، فلم يبدو في اللوحة أنه كان يرسم. افترض العلماء بناء على ظهور شخصيات مرتدية عصابة حمراء على الرأس في بعض أعمال فان إيك (على سبيل المثال: بورتريه رجل (بوتريه شخصي؟) وأيضاً الشخص الظاهر في خلفية لوحة مادونا مع المستشار درولين). أما الكلب فهو طور مبكر من سلالة معروفة الآن باسم بروسيلز جريفون..
وُقِّعت اللوحة وأُرّخت وكتبت بعبارة "Johannas de eyck fuit hic 1431" والتي تعني «جان فان إيك كان هنا 1434» على الجدار فوق المرآة، حيث تبدو الكتابة كما لو كانت مرسومة بأحرف كبيرة على الجدار كما يجري مع الأمثال والعبارات الأخرى في تلك الحقبة. وأما المتبقي من تواقيع فان إيك، فقد رُسِمت بطريقة تريمبلوي على إطار خشبي للوحِه لتظهر كأنها منحوته على الخشب.

## هوية الأشخاص
كان جوزيف آرتشركو وجيوفاني باتيسا أول من ربط البورتريه المزدوج لمخزونات أميرة النمسا مارغريت في بداية القرن السادس عشر وذلك في كتابهم الذي نشر في عام 1857. حيث أشاروا إلى أن اللوحة تظهر صورة جيوفاني (دي أريغو) وزوجته. فبعد أربعة سنوات، نشر جيمس ويلمز كتاباً اتفق فيه مع هذا التحليل وعرّف زوجة جيوفانه بـ جين (أو جيوفانا) سينامي. وفي القرن التالي أيضاً وافق مؤرخوا الفن على أن اللوحة بورتريه مزدوج لجيوفاني دي أريغو أرنولفيني وزوجته جين سينامي، لكن في عام 1997 نشر اكتشاف محتمل أنهما في عام 1447 كانا متزوجين، بعد ثلاثة عشر سنوات من التاريخ الذي في اللوحة وستة سنوات بعد وفاة فان إيك. أما الآن، فيُعتقد أن يكون الشخص إمّا جيوفاني دي أريغو أو قد يكون ابن عمه جيوفاني دي نيكولا أرنولفيني وزوجة أحدهما الغير معروفه. فقد تكون المرأة إما زوجة أولى غير مسجلة لجيوفاني دي أريغو أو زوجة ثانية لجيوفاني دي نيكولا أو ربما قد تكون زوجة جيوفاني دي نيكولا الأولى كوستانزا ترينتا والتي توفيت في فبراير عام 1433 وذلك حسب اقتراحات جديده. وفي الحالة الأخيرة ما يجعل اللوحة بورتريه تذكاري غير عادي في إظهارها شخص ميت وشخص آخر على قيد الحياة. فكل من جيوفاني دي أريغو وجيوفاني دي نيكولا أرنولفيني تاجرَين إيطاليَّين، أصلهما من لوكا لكنهما مقيمين في بروج منذ 1419على الأقل.. الرجل في هذه اللوحة هو نفس الشخص في عدة أعمال بورتريه لفان إيك في متحف جيمالديجاليري في برلين، مما أدى إلى توقعات بأن يكون هذا الشخص صديق للرسام.

## الرمزية والتفسير[3]

### الأشخاص والزواج
كان من المعتقد أنهما متزوجين مسبقاً بسبب غطاء رأس المرأة. فالمرأة الغير متزوجة قد تسدل شعرها حسب قول مارغريت كارول. وأيضاً تشير أماكن الشخصين إلى آراء تقليدية حول الزواج وأدوار الزوجين في القرن ال15، فمكان وقوف المرأة قرب السرير وداخل الغرفة يرمز إلى دورها كراعية المنزل، بينما يقف جيوفاني قرب النافذة المفتوحة دلالة على دوره في العالم الخارجي. ينظر جيوفاني مباشرة بإتجاه المشاهد في حين تنظر زوجته إليه بطاعة، وكذلك يرفع جيوفاني يده عمودياً لإظهار موقفه القيادي بينما تبدو زوجته مرخية يدها أفقياً بوضعية أكثر خضوعاً. ومع ذلك تظهر نظراتها لزوجها مساواتها به لأنها لم تكن نظراتها للأسفل باتجاه الأرض كما تفعل نساء الطبقة الدونية. فهم يعدّون جزء من البلاط الملكي البورغوني، وهي بهذا النظام تعد متكافئة له لا تابعة.
ومن الرموز التي كانت محل جدال بين العلماء هي حركة يدين الزوجين وتلازمهما، فقد أشار العديد منهم إلى أن هذه الإيماءة تعدل دليل على الغرض من رسم هذه اللوحة، فهل الغرض من هذه اللوحة هي أن تكون عقد زواج أم شيء آخر؟ فقد فسر بانوفسكي هذه الإيماءة دلالة على النية، كما تسمى في اللاتينية (قسم الزوجية)، إذ يسمي ما يقوم به الزوجين "qui desponsari videbantur per fidem" والتي تعني «الذي يعقد زواجه بقسم الزوجية». يبدو الرجل هنا محتوياً يد المرأة اليمنى بيده اليسرى، وهنا موقع الخلاف. تجادل بعض العلماء مثل جان باتيست بيداوكس وبيتر سكاباكر حولما إذا كانت هذه اللوحة تظهر مراسم زواج، فإن استخدام اليد اليسرى يدل على أن الزواج مرغنطي وليس عرفي. إذ يقال أن الزواج لا يكون مرغنطي إلا عندما يتزوج الرجل من امرأة غير مكافئة له في الطبقة الاجتماعية. ومع ذلك، يعتقد معظم العلماء أن الشخصين في هذه اللوحة (جيوفاني أرنولفيني وجيوفانا سينامي) كانا في طبقة متكافئة في النظام الملكي، لذا فإن النظرية قد لا تحمل شيء من الصحة. وفي الطرف الثاني من الجدال هناك علماء مثل مارغريت كارول والتي تقول أن اللوحة تعبر عن عقد مصور لشخصين متزوجين مسبقاً وذلك لإعطاء الزوجة صلاحية التصرف بالنيابة عن زوجها في التعاملات التجارية. فتعرّف كارول رفع أرنولفيني ليده اليمنى بأنها إيماءة لآداء اليمين والتي تعرف بـ "fidem levere"، وأن لزمه ليد زوجته إيماءة بالقبول والرضا والتي تعرف بـ "fides manuails".
على الرغم من أن الكثير من المشاهدين جزم بأن الزوجة حامل، لكن لا يُعتقد أن تكون كذلك. حيث يشير مؤرخوا الفن إلى أن العديد من لوحات القديسات العذراوات تظهر إرتداهم بالمثل، ومن المعتقد أن هذا ما كان دارجاً من تصاميم الفساتين آن ذاك. فالأزياء كانت مهمة لأرنولفيني كونه تاجر أقمشه، فكلما ارتدى الشخص أقمشة أكثر، كلما بدى عليه الثراء أكثر. ودليل آخر على أن المرأة غير حامل هي أن جيوفانا سينامي (هوية المرأة وفقاً لآخر العلماء) قد توفيت بلا أطفال، وكذلك الحال مع كوستانزا ترينتا (هوية محتملة وفقاً للأدلة الأرشيفية الأخيرة)، حتى لو كان الافتراض أن الحمل غير ناجح فإن بقاءة مسجلاً في بورتريه هو أمر يبعث على الريبة. فكما هو مذكور أعلاه، تناقش بعض المشاهدين حولما إذا كانت المرأة حامل بالفعل بسبب بروز بطنها. ومع ذلك، احتفظت هاربيسون برأيها بأن هذه قد تكون مجرد إيماءة لإظهار رغبة الزوجين الشديدة في الخصوبة والنسل.
يوجد على رأس عمود السرير شخصية منحوتة قد تكون القديسة مارغريت شفيعة الحمل والولادة والتي كان يُتوسل إليها لمساعدة النساء في المخاض وكذلك علاج العقم، ومن المحتمل أيضاً أن تكون الشخصية المنحوتة للقديسة مارثا شفيعة ربّات البيوت.. ومن أعمدة السرير عُلّقت الفرشاة والتي تعد رمزاً للواجبات المنزلية. وعلاوة على ذلك، تشير الفرشاة ومسبحة المرو (هدية الخطوبة من عريس المستقبل المتداولة آن ذاك) الظاهرتين على جانبي المرآة إلى الفروض الثنائية في المسيحية Ora et labora (الدعاء والعمل). وعلى حدّ قول جان بابتيست بيداوكس، قد تكون المكنسة مثالاً يرمز للعفاف، فهي «تجرف الخبائث».